# Børge Raahauge Nielsen
Børge Daniel Raahauge Nielsen, danski veslač, * 26. marec 1920, Køge, † oktober 2010. 
Nielsen je za Dansko nastopil na Poletnih olimpijskih igrah 1948 v Londonu kot član danskega četverca s krmarjem in osvojil bronasto medaljo.